# Система врядування
Системи врядування або політичні системи відносяться до диференційованих типів державної влади, які формуються і диференціюються шляхом визначення того, хто або кому належить влада (особливо законодавча і виконавча) для управління будь-якою державою, мікродержавою і мікронацією.
Відколи людство існує на землі, країни керуються різними формами правління. Особливо з появою концепції національної держави, більш цілісні та усталені концепції перетворили ці концепції управління на загальноприйняті системи класифікації.

## Монархія
Монархія: (це складна форма грецьких слів Mono: «Один, єдиний» — Arch: «Влада, сила»). Це ситуація, коли одна особа має абсолютну владу в управлінні країною. Влада цієї особи часто вважається божественним походженням. Право на правління успадковується по лінії роду і зазвичай передається від предка до сина серед членів династії чоловічої статі. Однак існують також династії, в яких рід продовжує жінка і/або влада здійснюється жінкою. Крім того, в деяких випадках влада, захоплена силою, може утримуватися за допомогою зброї.

### Традиційні монархії
Існує два типи традиційної (спадкової) монархії: абсолютна і конституційна.
- Абсолютна монархія (абсолютизм): Влада монарха зосереджена в одних руках, ця влада є абсолютною і неподільною. Тому може існувати віра в те, що монарх є представником Бога, походить з благословенного роду, а в деяких суспільствах він навіть може бути сином Божим або самим Богом.
- Конституційна монархія (конституціоналізм): Це держава, в якій існує асамблея/парламент, що може контролювати монарха в тій чи іншій мірі і розділяти владні повноваження на різних рівнях. Найважливішим моментом тут є те, що парламент не є консультативною радою або радою міністрів (оскільки вони також можуть існувати в абсолютних монархіях під різними назвами), а є органом, який розділяє і обмежує владу і законодавчу владу монарха. Ця наглядова влада може здійснюватися в різних формах і в різному обсязі, і монарх може мати різні права щодо асамблеї, наприклад, розпускати і поновлювати вибори.

Існує також практика під назвою «Символічна монархія».
- Символічна (конституційна) монархія: Форма правління, за якої монарх і його або її сім'я позбавлені влади, а поняття королівської влади є суто символічним. Реальну владу здійснюють парламенти та уряди. Наприклад, як у таких країнах, як Велика Британія, Нідерланди, Швеція та Норвегія сьогодні…

За обсягом і масштабом влади монархії проявляються на двох рівнях:
1. Монархії однієї нації
2. Багатонаціональні монархії

#### Монархії однієї нації
Королівство: Правління однієї країни правителем з абсолютною владою. Зазвичай це мононаціональна (або менш національна) форма правління. У різних суспільствах можновладця можуть називати по-різному: Султан, Цар, Шах, Король, Султан, Емір, Мелік, Хан, Каган, Король, Кеніг, Мікадо, Раджа, Кайзер, Ванг, Рекс…

#### Багатонаціональні монархії
Імперія: Це поняття є вищою стадією королівської форми правління і являє собою об'єднання королівств. У цьому контексті імператор є царем царів. Він багатонаціональний. У різних суспільствах імператора також можуть називати різними іменами: Хакан, Махараджа, Фараон, Василій, Тенно…

### Репресивні монархії
Це захоплення влади особою, яка приходить до влади і збирає всю повноту влади в одних руках, військовим та/або збройним шляхом, тобто нетрадиційними методами (революція, повстання, переворот) і (за винятком тих, які згодом перетворюються на демократичні режими) продовження та реалізація цих репресивних підходів до управління в цих країнах.
Репресивні монархії бувають двох видів: цивільні та мілітаристські (військові). Але це лише різниця у зовнішньому вигляді. Ці два типи можуть швидко трансформуватися один в одного.
- Диктатура: Це найпоширеніший приклад деспотичної монархії. Такі особи зазвичай мають військове походження і одноосібно керують країною. Збройна сила, що стоїть за спиною диктатора, є гарантією його/її влади.
- Деспотія: На чолі країни стоїть «деспот». Іноді його також називають «тираном». Це домінування тиранії і безжалісності в управлінні країною. Це коли цивільна особа (іноді демократичним шляхом) приходить до влади і встановлює в країні режим, заснований на пригнобленні, бере під свій абсолютний контроль управління державою і вдається до будь-яких засобів, щоб не відступити від влади. Деспот або тиран буквально означає «тиран». Деспот, який має цивільний вигляд, не утримується від використання зброї, коли це необхідно.

## Олігархія
Олігархія(автократія): (грец. oligo — «небагато, меншість» — arch — «влада, могутність»). Це ситуація, за якої невелика група, спільнота з невеликою кількістю членів або клас, який не становить великої маси в країні, має повноваження керувати державою. Існують різні типи.

### Осілі олігархії
- Теократія: (Theo, Tei: «Бог, божественний») Правління країною духовенством.
- Аристократія: (Aristus: «Видатний, вищий») Еліта або шляхетний клас править країною.
- Плутократія: (Плутос: «Багатий, заможний») Багатий клас править країною.
- Технократія: (Techno: «Техніка, метод») Правління науковців та академіків.
- Юристократія: (Jure: «Правосуддя, суддя») Надання права на правління класу суддів.

### Революційні олігархії
Хунта: група яка захоплює владу силою зброї або силою і утримує владу.
1. Цивільна хунта: це правління меншості, нібито цивільних осіб, які керують країною силою, але не соромляться застосовувати зброю, коли це необхідно. Може швидко перетворитися на мілітаристський (військовий) режим.
2. Військова хунта: невелика група солдатів перебуває при владі. Вони можуть перетворитися на цивільну хунту лише для того, щоб не виглядати військовими.

Хунта відрізняється від диктатури тим, що контроль над урядом здійснює група (а не одна особа) та її військова організація. Іноді людина з хунти може стати диктатором.

## Демократія
Демократія (соціалізм): (грец. Demos: «населення, народ» — Kratia: «влада, авторитет»). Це можливість прямої або опосередкованої участі в управлінні державою кожного — або більшості людей, за якими визнаються права. Існує два типи залежно від того, чи ґрунтується вона на представництві, чи ні. Пряма демократія та непряма демократія…
- Поліархія: (грец. Poly: «багато, більшість» — Arch: «влада, влада»). Її також називають формальною демократією. За формою дуже схожа на демократію, але має свої недоліки. До уваги беруться лише бажання більшості. Опозиція ігнорується (тоді як демократія враховує і захищає права меншості і кожного в усіх сенсах). Це також стосується розуміння управління в країнах, населення яких не має політичної свідомості. Існує демократія на вигляд.

### Пряма демократія
Пряма демократія означає, що всі люди мають право на соціальне управління та законодавчу владу. Усі члени громади, міста, країни чи адміністративно-територіальної одиниці збираються разом, обговорюють, знаходять компроміси та приймають рішення. Кожен бере участь у процесі управління через систематичні зустрічі, які зазвичай відбуваються на великій площі або в закритих чи напіввідкритих приміщеннях, відведених для цієї мети. Сьогодні цю систему дуже важко впровадити в суспільствах з великою кількістю людей. Вона частково практикується в деяких кантонах Швейцарії та в ізольованих примітивних громадах. У формах правління, де ця система неможлива, так званий референдум (народне голосування) є залишком або відображенням прямої демократії.

### Непряма демократія
Непряма демократія (представницька демократія) — це здійснення права на управління через представників або довірених осіб. Ці представники або довірені особи утворюють зібрання з такими назвами, як Асамблея, Сенат, Парламент і виконують законодавчу функцію. Парламент(и), які мають право на управління, можуть бути одним або декількома. Ці асамблеї формуються шляхом загальних виборів. Місцеві вибори завершують адміністративну систему і дозволяють обирати нижчі адміністративні одиниці. У більшості демократичних країн фактичним главою виконавчої влади є прем'єр-міністр і рада міністрів. Цей орган також називається урядом або кабінетом міністрів.
- Референдум (Плебісцит): Також називається народним голосуванням. Застосовується в непрямих демократіях, але є пережитком прямих демократій. Громадськості пропонується ухвалити юридичну угоду. Це зовсім інша практика, ніж вибори депутатів чи представників. Існує два варіанти голосування: «Так» (прийняття) або «Ні» (відхилення). Іноді просять віддати перевагу одному з двох варіантів. Наприклад, коли змінюються конституції в цілому (коли приймається нова конституція), це виноситься на всенародне голосування. Окрім цього, референдуми можуть проводитися з багатьох інших питань. Наприклад, в історії приєднання Хатаю до Туреччини було реалізовано завдяки голосуванню населення Республіки Хатай, яка існувала на той час, на референдумі. Референдуми бувають двох типів: загальний і місцевий. Це дуже поширений метод у скандинавських країнах. Тому що в цих країнах також можуть проводитися місцеві референдуми (на рівні провінції, району, муніципалітету). Наприклад, в одному місті можна провести референдум про те, чи будувати міст, чи ні. Однак не кожне питання може бути винесене на референдум; існують умови, за яких варто вдаватися до цього методу, оскільки він є дороговартісною практикою.

Непрямі демократії можна класифікувати наступним чином залежно від того, хто символічно або де-факто очолює державу і якими будуть його повноваження. Іншими визначальними критеріями в цій класифікації є ступінь відокремлення законодавчої та виконавчої гілок влади одна від одної (чи будуть міністри призначатися виключно з парламенту, чи виключно поза парламентом), спосіб проведення виборів для визначення цих гілок влади, а також ступінь контролю парламенту над виконавчою гілкою влади (урядом, кабінетом міністрів, радою міністрів).

#### Республіка
Поняття республіки зазвичай відноситься до практики представницької демократії.
1. Символічне президентство: Обрана особа, яка представляє країну і націю, є главою держави. Він/вона має лише представницькі повноваження. Здебільшого він/вона обирається парламентом (не є абсолютним правилом). Він/вона не має фактичних адміністративних обов'язків і відповідальності. Вся повнота влади належить прем'єр-міністру.
2. Ефективне президентство (напівпрезидентство): Має широкі повноваження і є обов'язковим для прем'єр-міністра. Зазвичай обирається народом (не є абсолютним правилом).

- Символічна монархія (конституційна монархія, парламентська монархія): Королівська сім'я існує, але лише символічно. Вся відповідальність лежить на прем'єр-міністрі. Законодавча влада здійснюється парламентом. У цьому випадку, оскільки королівство є суто символічним, його слід сприймати не як конституційну чи абсолютистську монархію, а як унікальне розуміння правління, яке є іншою формою демократії.

#### Федерація (Федеративна держава, Об'єднана держава)
Федерація — це форма державного устрою, що складається з внутрішньо незалежних, частково автономних одиниць, які також тісно пов'язані з більшою державною структурою. Іншими словами, це більша та інклюзивна держава, утворена об'єднанням держав, які мають назву «держава», але не можуть діяти самостійно з різних причин. Невелика держава називається «штат» або «федеративна держава», тоді як велика всеохоплююча держава називається «федеративна держава». Як у випадку зі Сполученими Штатами Америки.
Крім того, деякі африканські держави, організовані як племена (племінні держави), деякі арабські країни, організовані як племена (племінні держави) (наприклад, Лівія), і республіки з автономними штатами можуть розглядатися як федерації. У федераціях, як правило, надається перевага президентській формі правління, але це не є жорстким правилом.

## Анархія
Анархія (безвладдя): (грец. An: «негативний суфікс» — Arch: «влада, сила»). Це погляд, який відкидає всі види влади та управління. Він стверджує, що всі люди є рівними і що люди не потребують державних інституцій. Його застосування не здається можливим. Його прихильники ігнорують той факт, що суспільство без держави впаде в хаос. Ці погляди, які ставлять за мету скасування держави, іноді вдаються до насильства для досягнення цієї мети, а слово «анархія» стало синонімом тероризму. Спочатку анархія виникла як філософська течія. Насильницькі практики, такі як анархістський комунізм, розглядалися як такі, що усувають державу.